# Niemiecki obóz przesiedleńczy w Potulicach

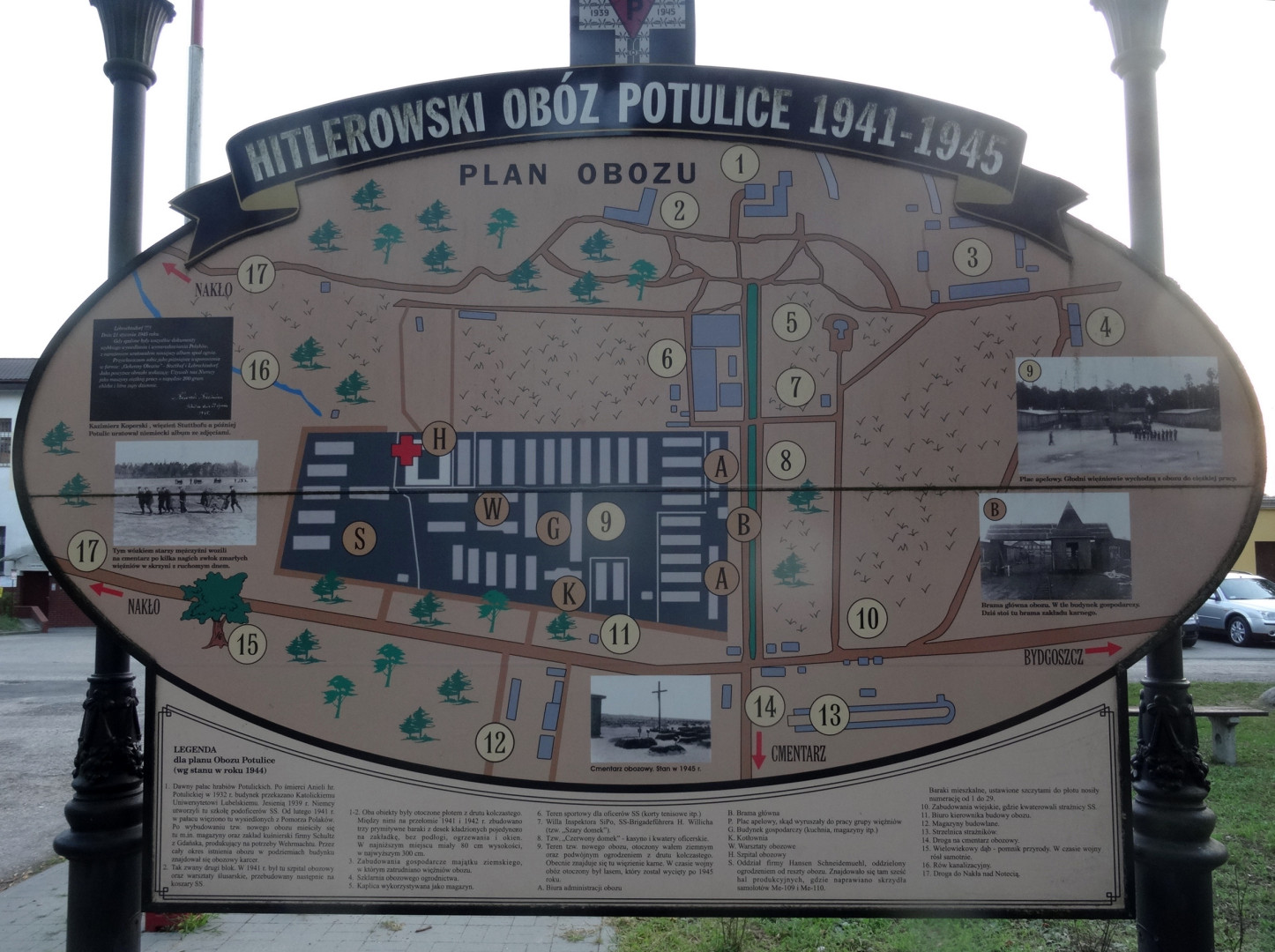
Plan obozu

Niemiecki obóz przesiedleńczy w Potulicach (Lebrechtsdorf) (niem. UWZ Lager Lebrechtsdorf– Potulitz) – niemiecki obóz przesiedleńczy i pracy, zbudowany w 1941 w Potulicach, jako podobóz Stutthofu (od jesieni 1941 do początku 1942). W styczniu 1942 r. obóz w Potulicach został organizacyjnie usamodzielniony. Szacuje się, że na terenie obozu przebywało około 25 tys. osób.
W czasie okupacji niemieckiej w okresie II wojny światowej, Potulice znalazły się w granicach III Rzeszy. Nazwę wsi zmieniono na Potulitz, a później Lebrechtsdorf. We wsi założono niemiecki obóz przesiedleńczy i obóz pracy Lebrechtsdorf. Obóz zaczął funkcjonować z dniem 1 lutego 1941 r.

## Historia obozu

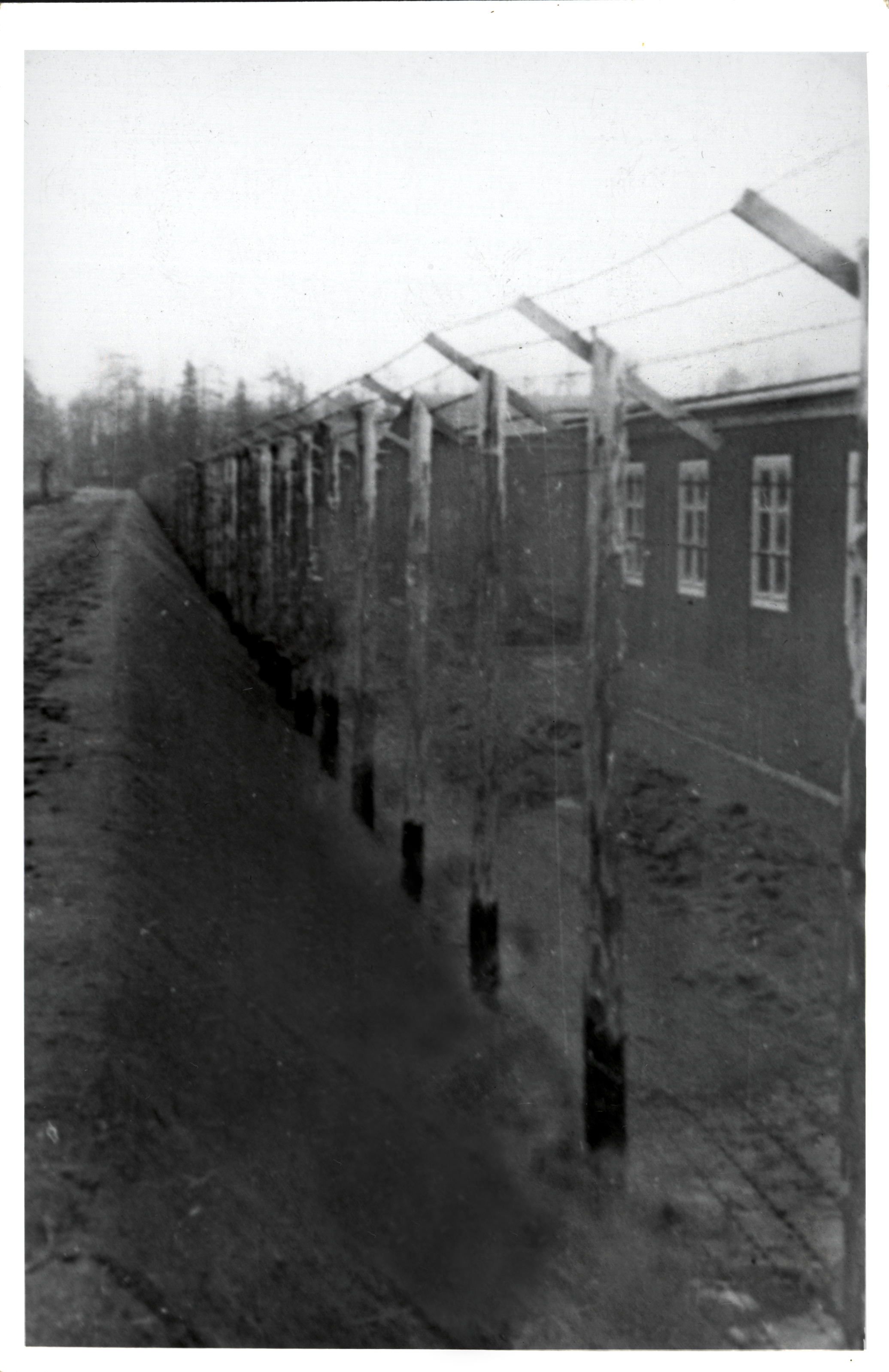
Ogrodzenie obozu.

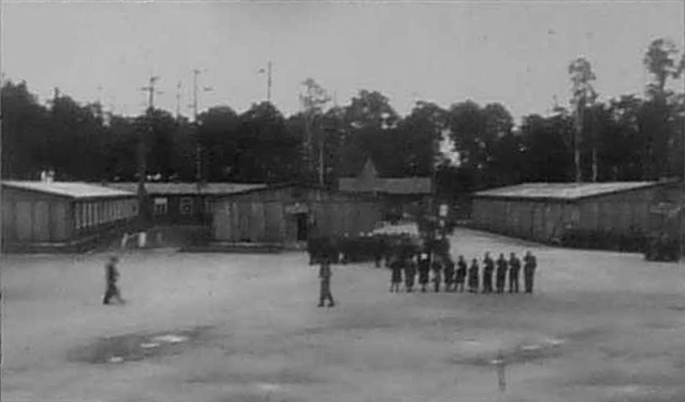
Obóz w Potulicach

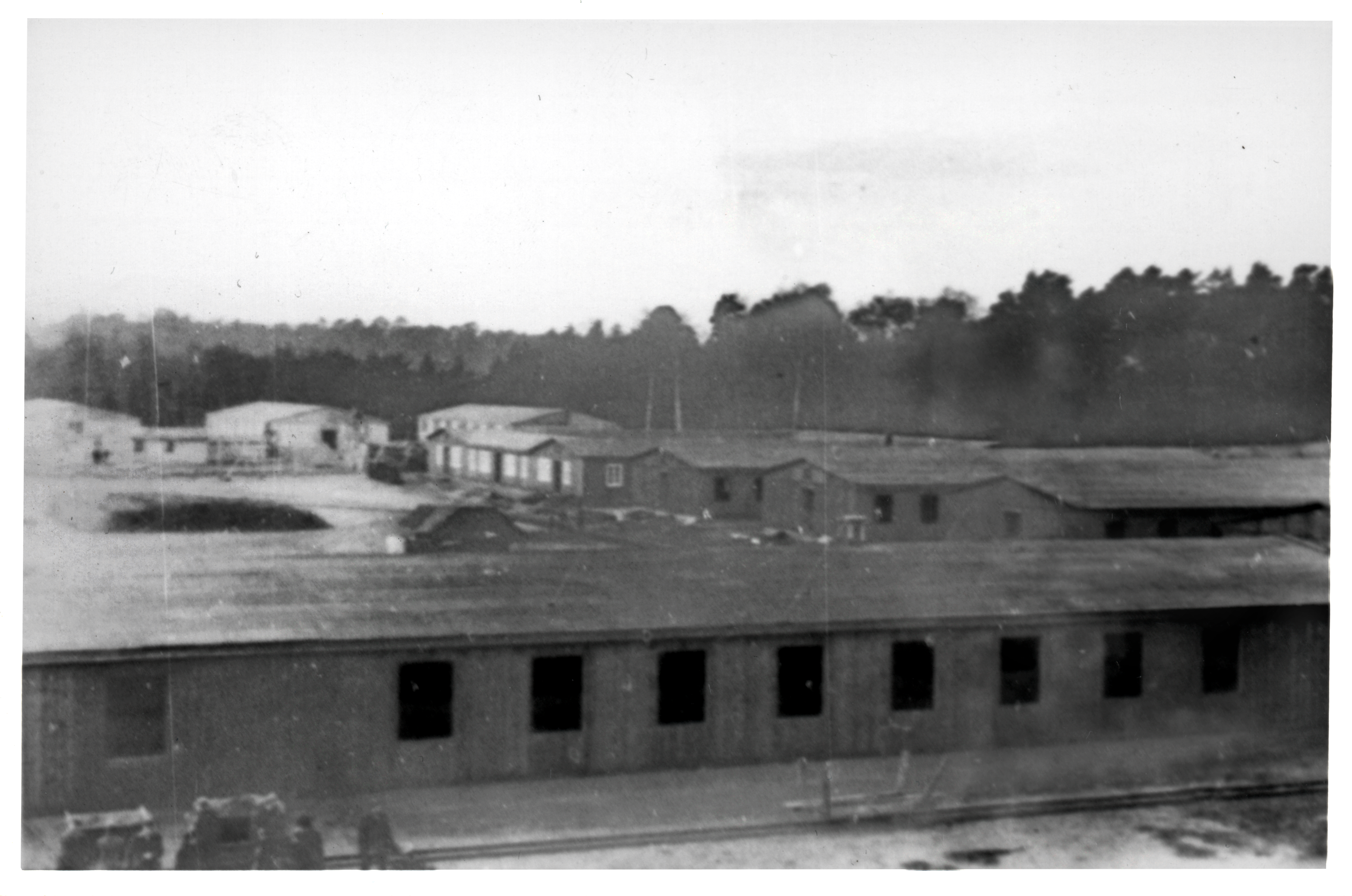
Budowa obozu niemieckiej Centrali Przesiedleńczej w Potulicach.

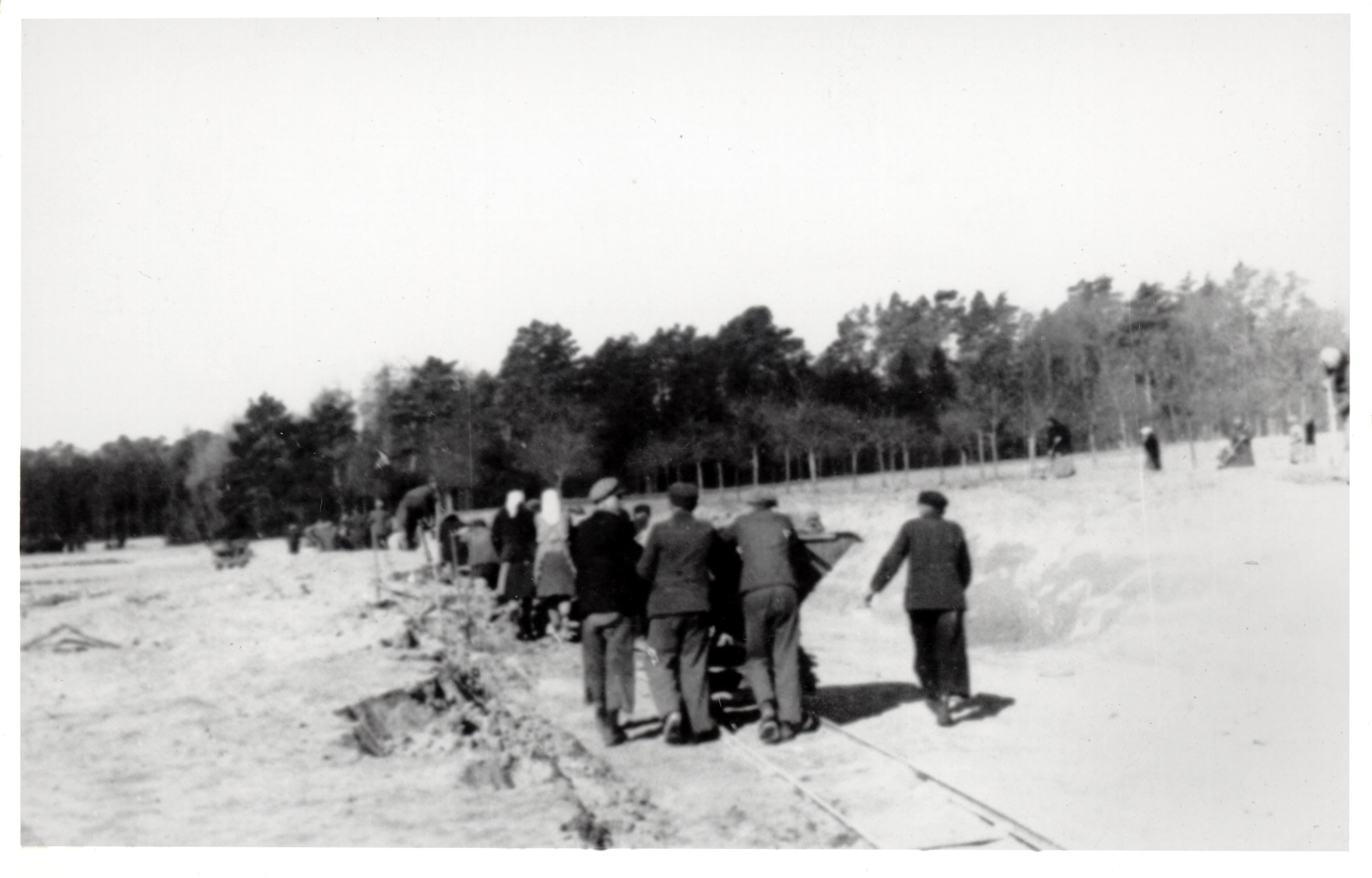
Więźniowie budujący obóz.

Obóz został założony 1 lutego 1941 r. jako obóz zbiorczy dla polskich rodzin wysiedlanych z Pomorza, a następnie kierowanych na teren Generalnego Gubernatorstwa. Obóz początkowo mieścił się w budynkach miejscowego folwarku. W okresie od jesieni 1941 do początku 1942 r. pełnił funkcję „wychowawczego” obozu pracy. W tym czasie rozpoczęto rozbudowę, która trwała aż do końca 1944 r. Od 1 września 1942 r. podporządkowano mu obozy Centrali Przesiedleńczej w Smukale i Toruniu.
Do obozu Niemcy kierowali wysiedlane rodziny polskie, których gospodarstwa zostały przekazane osadnikom niemieckim. Więźniowie obozu początkowo kierowani byli do prac w gospodarstwach rolnych i dużych zakładach przemysłowych na terenie okręgu Gdańsk – Prusy Zachodnie. Po rozbudowie obozu, na jego terenie powstawały także filie przedsiębiorstw przemysłowych. Na terenie obozu funkcjonował również wydzielony obóz dla dzieci ze wschodu (Ostjugendbewahrlager).
W dniu 21 stycznia 1945 r. w obozowej ewidencji było odnotowanych 11 188 osób. Na terenie obozu przebywało 5339 osób, w tym 660 dzieci i 189 chorych. Poza obozem w komandach na terenie przedsiębiorstw Gdańska, Gdyni, Elbląga, Bydgoszczy i Piły były 4552 kolejne osoby, a w gospodarstwach rolnych – 1327 osób. Przyjmuje się, że ogółem w obozie było więzionych około 25 tys. osób. W ewidencji zgonów odnotowano 1297 osób, w tym 767 dzieci.
21 stycznia 1945 władze niemieckie zarządziły ewakuację i rozpoczęły niszczenie dokumentacji. Część zdjęć uratował Kazimierz Koperski, więzień obozów Stutthof i Lebrechtsdorf (Potulice).
Cmentarz wojenny zlokalizowany jest nieopodal terenu obozowego, na skraju lasu i pobliskich łąk. Na cmentarzu spoczywa blisko 1300 więźniów. W 1969 r. odsłonięto na cmentarzu pomnik, upamiętniający miejsce spoczynku ofiar obozu hitlerowskiego.